# British Association for Jewish Studies
British Association for Jewish Studies, BAJS, är en organisation i Storbritannien som studerar judendom och det judiska folket. 